# Aptenodytes
Aptenodytes Miller, 1778 è un genere di uccelli della famiglia Spheniscidae.

## Tassonomia
Al genere sono assegnate due sole specie viventi
- Aptenodytes forsteri G.R.Gray, 1844 - pinguino imperatore
- Aptenodytes patagonicus J.F.Miller, 1778 - pinguino reale

È inoltre nota una specie fossile
- Aptenodytes ridgeni Simpson, 1972 † - pinguino di Ridgen[2]